# Orthostichella versicolor
Orthostichella versicolor là một loài Rêu trong họ Meteoriaceae. Loài này được (Müll. Hal.) B.H. Allen & W.R. Buck mô tả khoa học đầu tiên năm 2003.